# Borovitsa (Kardzjali)
Borovitsa (Bulgaars: Боровица) is een dorp in het zuiden van Bulgarije. Het dorp is gelegen in de gemeente Ardino in de oblast  Kardzjali. Het dorp ligt hemelsbreed ongeveer 12 km ten zuidwesten van Kardzjali en 194 km ten zuidoosten van Sofia. 

## Bevolking
Op 31 december 2020 telde het dorp Borovitsa volgens de officiële cijfers van het Nationaal Statistisch Instituut van Bulgarije 411 inwoners. 
|  |

De officiële volkstelling van 1 februari 2011 werd beantwoord door alle inwoners. Van deze 249 respondenten gaven 235 personen aangesloten te zijn bij de "Turkse" etnische groep. Daarnaast identificeerden 3 personen zichzelf als “Bulgaren”. De overige ondervraagden hebben geen etnische afkomst gespecificeerd. 
| Etnische samenstelling van de respondenten (2011) | Etnische samenstelling van de respondenten (2011) | Etnische samenstelling van de respondenten (2011) | Etnische samenstelling van de respondenten (2011) | Etnische samenstelling van de respondenten (2011) |
| ------------------------------------------------- | ------------------------------------------------- | ------------------------------------------------- | ------------------------------------------------- | ------------------------------------------------- |
|                                                   |                                                   |                                                   |                                                   |                                                   |
| Bulgaren                                          | Bulgaren                                          |                                                   | 1,2%                                              | 1,2%                                              |
| Turken                                            | Turken                                            |                                                   | 94,4%                                             | 94,4%                                             |
| Roma                                              | Roma                                              |                                                   | 0,0%                                              | 0,0%                                              |
| Anders/Onbekend                                   | Anders/Onbekend                                   |                                                   | 4,3%                                              | 4,3%                                              |